# RTV-G-1 (ロケット)

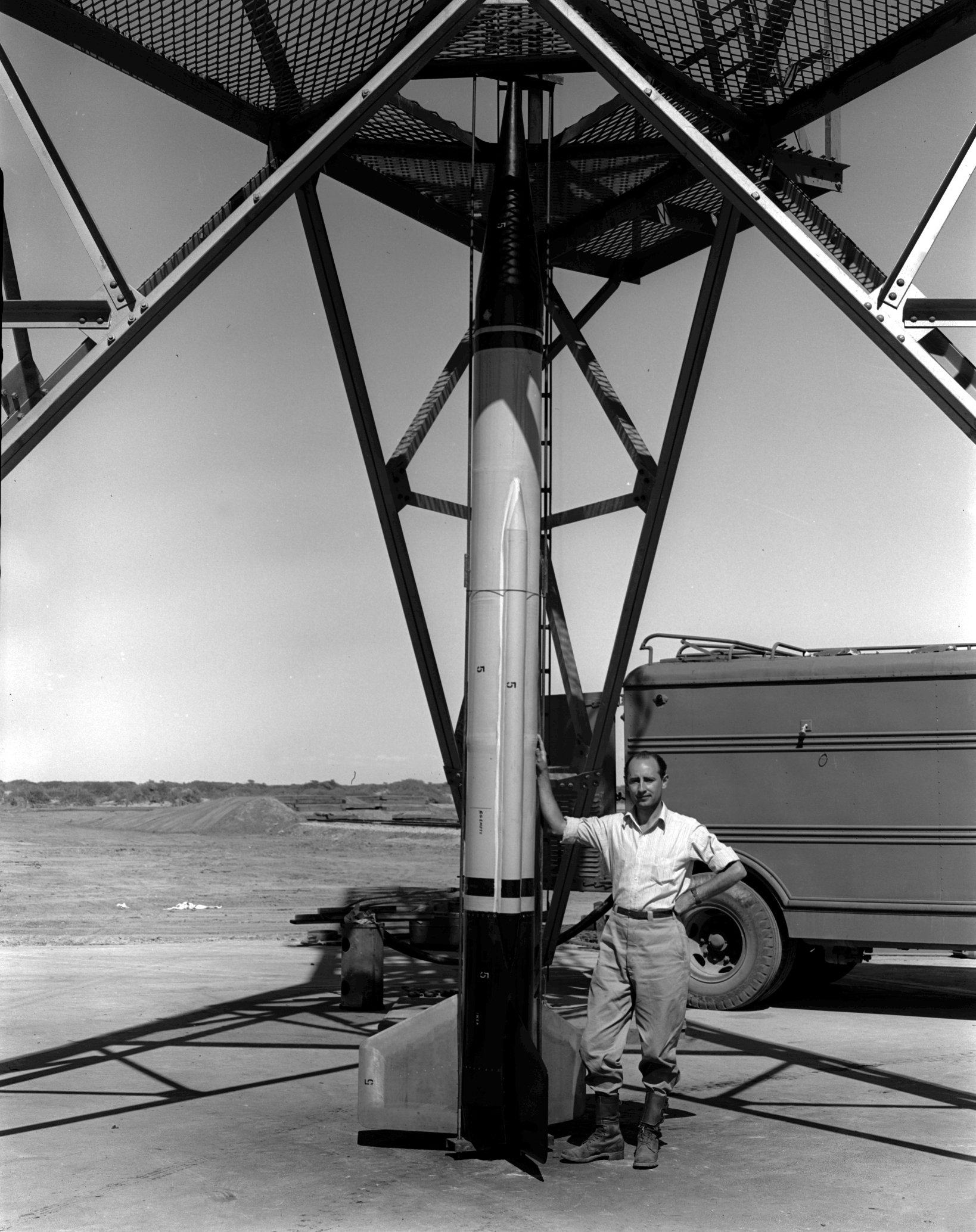
WACコーポラル5号機とプロジェクト・ディレクター フランク・マリナ。

RTV-G-1 WACコーポラル（ワック・コーポラル、英：WAC Corporal）は、コーポラル計画の一環としてアメリカ合衆国で開発された最初の気象観測用ロケットである。アメリカ陸軍での当初の制式名称はRTV-G-1であったが、後にRV-A-1に変更された。

## 解説
WACコーポラルは、コーポラル計画の副産物として着手された。より大型のMGM-5 コーポラルの「妹」にあたり、ダグラス・エアクラフト社とグッゲンハイム航空研究所によって共同で設計・製造された。
NASAの口述歴史グループ・インタビューの中で、ウィリアム・H・ピカーリングは、「WAC」の名は「陸軍婦人部隊（Women's Army Corps）」の頭文字から名づけられたと述べているが、同じインタビューでディック・ジョーンズは、「Without Attitude Control」の頭文字だったかもしれないと付け加えている。WACコーポラルは、液体燃料ロケットであり、燃料としてフルフリルアルコールを、酸化剤として発煙硝酸とアニリンを使用した。発射の最初の数秒間、WACはティニー・ティムの固形燃料ロケット・モーターを束ねたブースターを使用した。WACコーポラルは、誘導装置を搭載していなかったために安定性を3枚のフィンに依存していた。これが「WAC」の名前の由来が「姿勢制御なし (Without Attitude Control)」である可能性の根拠でもある。レッドストーン兵器廠の公式サイトでも「WAC」は「Without Attitude Control」の略であるとしている。

### 打ち上げ

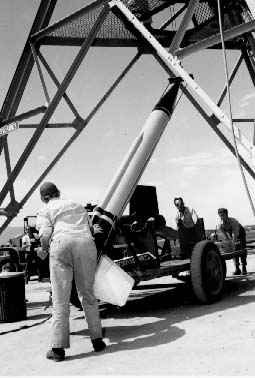
打ち上げ準備中のWACコーポラル

初のWACコーポラルのダミー弾は、ニューメキシコ州ラスクルーセス近くのホワイトサンズ・ミサイル実験場から1945年9月16日に発射された。WACコーポラルの最初の正式な打ち上げは1945年9月26日に実施され、ブースターとして改造されたタイニー・ティム・ロケットを用いて最初のWACコーポラルは69,600 m（232,000 ft）の高度に達した。これは、政府資金で開発されたアメリカ初の液体燃料ロケットであった。
1945年10月1日には、気象観測器材を帰還させるためのノーズ・リリース・リカバリー・システムを搭載したWACコーポラルAが打ち上げられたが、システムの動作そのものは失敗に終わった。しかし、アメリカ初の高高度試験ロケットであり、アメリカで自由飛行（外側のラウンチャー）における第2段からの分離に初めて成功した2段式ロケットでもあった。1945年10月11日に打ち上げられたWACコーポラルA 5号機はラジオゾンデ装置を搭載したアメリカ初のミサイルであったが、装置は機能しなかった。5号機は、70,500 m（235,000 ft）の高度に達した。翌10月12日に打ち上げられたWACコーポラルA 6号機は、「レーダーウインドウ」またはビーコンを搭載したアメリカ初のミサイルであった。
WACコーポラル B として知られている改善されたモデルは、1946年12月6日にホワイトサンズ性能試験場のWACコーポラル第12回打ち上げで初めて打ち上げられた。WACコーポラルBは、新しく設計された軽量のロケット・モーターを持っていた。この打ち上げで初めてパラシュートの作動に成功し、ロケット全体が回収された。1946年12月12日のWACコーポラル第14回打ち上げで打ち上げられたWACコーポラルBは、遠隔測定計器の回収に初めて成功した。最後のWACコーポラルは、1947年6月12日に打ち上げられた。WACコーポラルBは後に、バンパー・プロジェクトのRTV-G-4 バンパーでV2ロケットの上段として1949年と1950年に使用された。最後の2つのバンパーの飛行は、ケープ・カナベラル空軍基地から発射された最初のものであった。

### 現在
少数のWACコーポラルが博物館に現存しており、1つはホワイトサンズ・ミサイル実験場のビジター・センターで、もう1つは国立航空宇宙博物館で見ることができる。

## 仕様

### RTV-G-1
出典：Designation-Systems.Net
- 全長： 7.34 m （24 ft）
- 翼幅： 0.60 m （2 ft）（本体の中心からフィン端まで）
- 直径： 0.30 m （1 ft）
- 機関：
  - ブースター（タイニー・ティム）
    - 発射重量： 344.3 kg （759.2 lb）
    - 推進剤重量： 67.4 kg （148.7 lb）
    - 推力： 220,000 N （50,000 lbf）
    - 燃焼時間： 0.6 s
    - 力積： 130,000 N・s （30,000 lbf・s）

  - サステナー（WACコーポラル）
    - 空虚重量： 134.6 kg （296.7 lb）
    - 発射重量： 313.3 kg （690.7 lb）
    - 推力： 6,700 N （1,500 lbf）
    - 燃焼時間： 47 s
    - 力積： 300,000 N・s （67,000 lbf・s）
- 速度：900 m/s （3,000 ft/s）
- 到達高度： 80 km （50 mi）
- 搭載量： 11.3 kg （25 lb）（気象観測器材を搭載）